# عزلة بني منصور (إب)

تعديل مصدري - تعديل

عزلة بني منصور هي إحدى عزل مديرية بعدان في محافظة إب اليمنية ويبلغ تعداد سكانها 8899 نسمة حسب التعداد السكاني في اليمن لعام 2004.